# الملافع (مسلسل)
الملافع  مسلسل كويتي من تاليف سلمان الداود السلمان وإخراج حمد النوري ومن إنتاج تلفزيون الكويت والعرض الأول 1 رمضان 1434 هـ - 10 يوليو 2013

## طاقم العمل
- محمد المنصور.
- عبد الرحمن العقل.
- عبد الإمام عبد الله.
- مشاري البلام.
- سمير القلاف.
- جاسم النبهان.
- أسمهان توفيق.
- محمد العجيمي.
- منى شداد.
- ياسة.
- أحمد الهزيم.
- بدر الشعيبي.
- بدور عبد الله.
- زهرة عرفات.
- مبارك سلطان.
- عبد الله غلوم.
- عبد الناصر الزاير.
- جواهر.
- فاتن الدالي.
- بلال الشامي.
- ثامر الشعيبي.
- زهرة دعيج.
- غدير الفهد
- عبد المحسن القفاص.
- عيسى ذياب.
- فرح الهادي.
- ريما الفضالة.